# Lorena Ruiz-Huerta
Lorena Ruiz-Huerta García de Viedma (Madrid, 19 de febrero de 1977) es una activista, política, profesora y abogada española, especialista en derecho penal y de la familia, diputada de la x legislatura de la Asamblea de Madrid por Podemos.

## Biografía
Nacida el 19 de febrero de 1977 en Madrid, desde muy joven ha participado activamente en los movimientos sociales; en 2011 estuvo en la manifestación del 15 de mayo del mismo año que después se convertiría en el movimiento 15-M, del cual se derivó [cita requerida] el partido político Podemos.
Fue profesora asociada del área de Derecho penal de la Universidad Carlos III de Madrid hasta 2011 y, desde entonces, profesora de derecho en el programa para estudiantes norteamericanos en esa misma universidad. Es miembro de la ejecutiva regional de Podemos y de la plataforma No Somos Delito. Fue miembro de la Asociación Libre de Abogadas y Abogados y se presentó como candidata a decana del Ilustre Colegio de Abogados de Madrid en 2012. En diciembre de 2012 declaró, para una charla en línea, que el compromiso de su tío (el abogado Alejandro Ruiz-Huerta) y la terrible masacre de Atocha en 1977 influyeron bastante en su decisión de estudiar derecho y ser abogada.
En marzo de 2015 la dirección estatal del Podemos y el Consejo Ciudadano de la Comunidad de Madrid de dicho partido avalaron la lista de candidatos para las elecciones autonómicas de mayo de 2015, en la cual Ruiz-Huerta fue incluida como número dos. Fue elegida diputada de la x legislatura de la Asamblea de Madrid. En diciembre de 2016 sustituyó a José Manuel López Rodrigo en la portavocía del grupo parlamentario de Podemos en el parlamento autonómico. Normalmente se la asigna en la corriente Anticapitalista de Podemos.
Fue la candidata para sustituir a Cristina Cifuentes que presentó el Grupo Parlamentario de Podemos en una moción de censura contra la presidenta de la comunidad autónoma en junio de 2017, que no salió adelante, al recibir únicamente los 27 votos a favor del grupo de Podemos en el pleno de la Asamblea de Madrid, por 37 abstenciones del Grupo Parlamentario Socialista y 64 votos en contra de los grupos Popular y de Ciudadanos.
En octubre de 2018 dimite como portavoz de Podemos en la Asamblea de Madrid tras acusar de "machista" a la dirección.
Es sobrina de Alejandro Ruiz-Huerta Carbonell, uno de los abogados supervivientes de la Matanza de Atocha. 